# Primatul papal

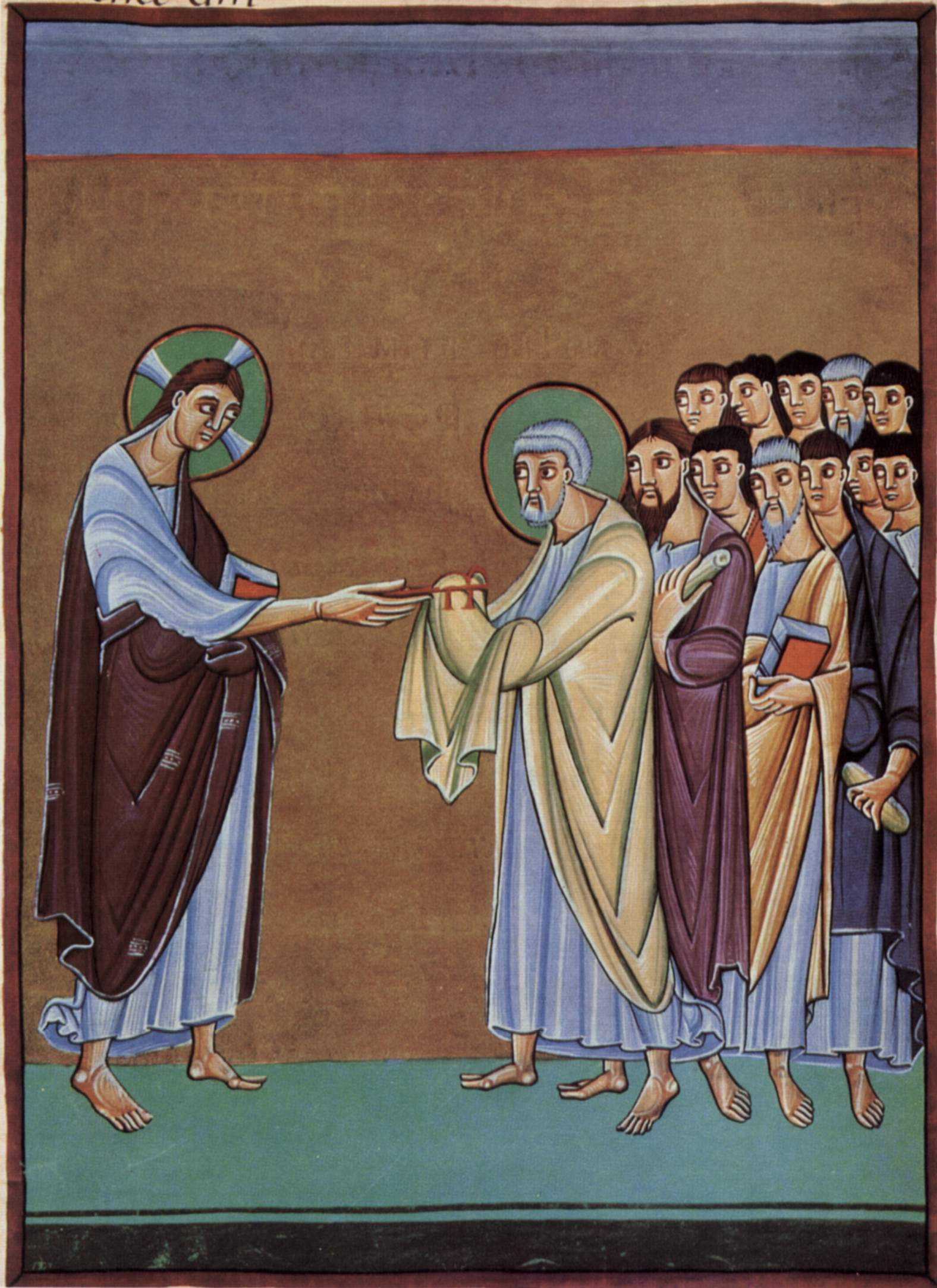
Isus Cristos îi încredințează lui Petru cheile împărăției, Evangheliarul de la Bamberg, sec. al XI-lea

Primatul papal este întâietatea revendicată de episcopul Romei față de ceilalți episcopi, pe baza convingerii că el este succesorul Sfântului Petru.

## Istorie
Papa Ștefan I, care a fost episcop al Romei în a doua jumătate a secolului al III-lea, a interpretat textul biblic din evanghelia după Matei 16,18 („Tu ești Petru și pe această piatră voi zidi biserica mea”) în sensul că el, ca urmaș al lui Petru, are rolul de fundament al bisericii. Acest argument, adus într-o dispută cu episcopul Ciprian de Cartagina, nu a fost în măsură să-l determine pe Ciprian să urmeze indicațiile date de papa Ștefan.
La Sinodul de la Ferrara și Florența, 1438-1439, reprezentanții Bisericii Latine și cei ai Bisericii Grecești au ajuns la un acord privind recunoașterea întâietății episcopului Romei.

## Importanță
Primatul episcopului Romei a fost interpretat în temei spiritual sau în temei politic. Prima categorie de argumente s-a bazat pe autoritatea apostolului Petru, cea de-a doua pe faptul că Roma a fost capitala Imperiului Roman până la data de 11 mai 330, când împăratul Constantin cel Mare a mutat capitala la Constantinopol. Din argumentul politic decurge consecința că primatul l-ar avea întotdeauna episcopul aflat cel mai aproape de puterea politică, adică cel de Constantinopol după inaugararea noii capitale, respectiv cel de la Moscova, după căderea Constantinopolului: Moscova, a treia Romă.